# Dew-Scented
Dew-Scented je njemački thrash/death metal-sastav iz Braunschweiga.

## Povijest sastava
Sastav je osnovan 1992., te su nakon objavljivanja dema Symbolization potpisali za izdavačku kuću Steamhammer. Ime sastava inspirirano je pisanjem Edgar Allana Poea. Godine 2002. potpisali su za Nuclear Blast, te su njihova izdanja po prvi put objavljena u Sjevernoj i Južnoj Americi, te Japanu. Do sada su objavili devet studijskih albuma, te je zanimljivo da svi počinju sa slovom "I". Nastupali su diljem Europe, te na mnogim festivalima, zajedno sa sastavima kao što su Overkill, Morbid Angel, Amon Amarth, Arch Enemy, Immortal, Death i drugima. Sastav je promijenio mnogo članova, te je kao jedini stalni član ostao pjevač Leif Jensen.

## Članovi
Trenutačna postava
- Leif Jensen - vokal (1992.-)
- Marvin Vriesde - gitara (2012.-)
- Joost Van Der Graaf - bas-gitara (2012.-)
- Koen Herfst - bubnjevi (2012.-)
- Rory Hansen - gitara (2012.-)

Bivši članovi
- Patrick Heims - bas-gitara (1992. – 2001.)
- Tarek Stinshoff - bubnjevi (1992. – 1997.)
- Ralf Klein - gitara (1992. – 2000.)
- Jörg Szittnick - gitara (1992. – 1996.)
- Florian Müller - gitara (1996. – 2008.)
- Uwe Werning - bubnjevi (1997. – 2008.)
- Hendrik Bache - gitara (2001. – 2008.)
- Alexander Pahl - bas-gitara (2002. – 2011.)
- Andreas "Andi" Jechow - bubnjevi (2007.)
- Marc-Andrée Dieken - bubnjevi (2008. – 2012.)
- Martin Walczak - gitara (2008. – 2010.)
- Michael Borchers - gitara (2008. – 2012.)

## Diskografija
Studijski albumi
- Immortelle (1996.)
- Innoscent (1998.)
- Ill-Natured (1999.)
- Inwards (2002.)
- Impact (2003.)
- Issue VI (2005.)
- Incinerate (2007.)
- Invocation (2010.)
- Icarus (2012.)
- Intermination (2015.)

## Vanjske poveznice
- Službena stranica  Arhivirana inačica izvorne stranice od 23. veljače 2011. (Wayback Machine)